# 蒙特内罗圣母朝圣地

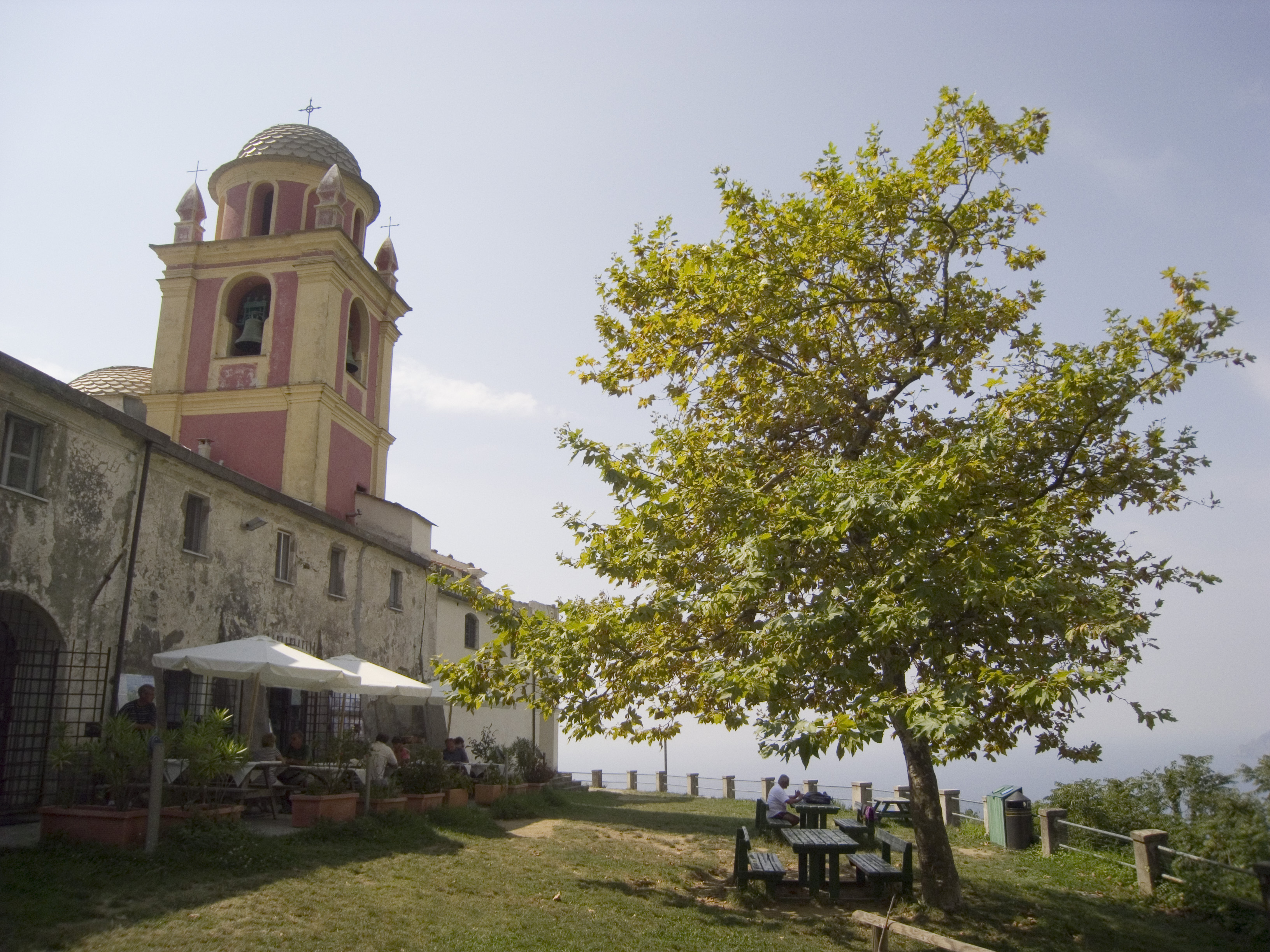

蒙特内罗圣母朝圣地（Santuario di Nostra Signora di Montenero）是意大利拉斯佩齐亚省五渔村地区里奥马焦雷的一座罗马天主教教堂，位于海拔340米的高处。
该堂是“五渔村朝圣地”的一部分，包括Volastra的安康圣母朝圣地，韦尔纳扎的恩宠圣母朝圣地和雷焦圣母朝圣地，以及蒙泰罗索阿尔马雷的Soviore圣母朝圣地。
该堂最早见于记载是在1335年，但其历史最早可追溯到790年。
该堂在1740年以及1847年进行了大规模改建，目前为三个走道。